# 吳琪燮
吳琪燮（오기섭，1903年—?），北韓政治家，國內派领导人之一，官至朝鮮勞動黨中央委員及糧政買賣部長，後因與時任最高領導人金日成的權力鬥爭中敗陣而被逐出權力核心範圍。

## 生平
吳琪燮出生於咸鏡南道咸興市，後在蘇聯的东方劳动大学畢業。返國後，他加入當地的共產主義組織。1934年，他因參與共產主義活動而被日本殖民地政府收監。1945年8月，日本投降，二戰結束，吳琪燮加入北韓臨時人民委員會，並成為朝鮮共產黨北部分局的第二書記。翌年又被推舉為臨時人民委員會的宣傳部長和勞動局長，專門負責把企業收歸國有。
同期，以吳琪燮為首的國內派和以金日成為領導的游擊隊派就朝鮮共產黨北部分局是否應改為北朝鮮共產黨而爭吵不休，吳琪燮因而被冠上「民族主義分子」和「托洛茨基主義左傾分子」之名。隨後，他又被蘇聯派攻擊為「反蘇分子」。雖然如此，由於吳琪燮在黨內有一定的地位，故他在1946年時反被選為北朝鮮勞動黨中央委員。但在同年11月，他和鄭達鉉再被批為「否定領導」、「將資本主義用在社會主義」、「反黨分子」和「自由主義者」。
1956年，儘管吳琪燮再求成為黨的中央委員，又被委任為糧政買賣部長，但隨著最高領導人金日成勢力鞏固下來，國內派面臨分裂，吳琪燮一方面被游擊隊派攻擊，另一方面被如張時雨等人派系內的反對者冷落。1958年，他最終被下放到平安南道中和郡生產合作協會當副委員長。自此，他遠離權力核心範圍。

## 資料來源
1. 1 2 3  오기섭[永久]
2. 1 2 3 4 5 6  "历史回顧：金日成開展的党內鬥爭" 《多維新聞》 2012 9 14